# Innenstadt II
Innenstadt II, Frankfurt-Innenstadt II – 2. okręg administracyjny (Ortsbezirk) we Frankfurcie nad Menem, w kraju związkowym Hesja, w Niemczech. Liczy 53 518 mieszkańców (31 grudnia 2013) i ma powierzchnię 9,49 km². 

## Dzielnice
W skład okręgu wchodzą trzy dzielnice (Stadtteil): 
1. Bockenheim
2. Westend-Nord
3. Westend-Süd